# Muckross Head

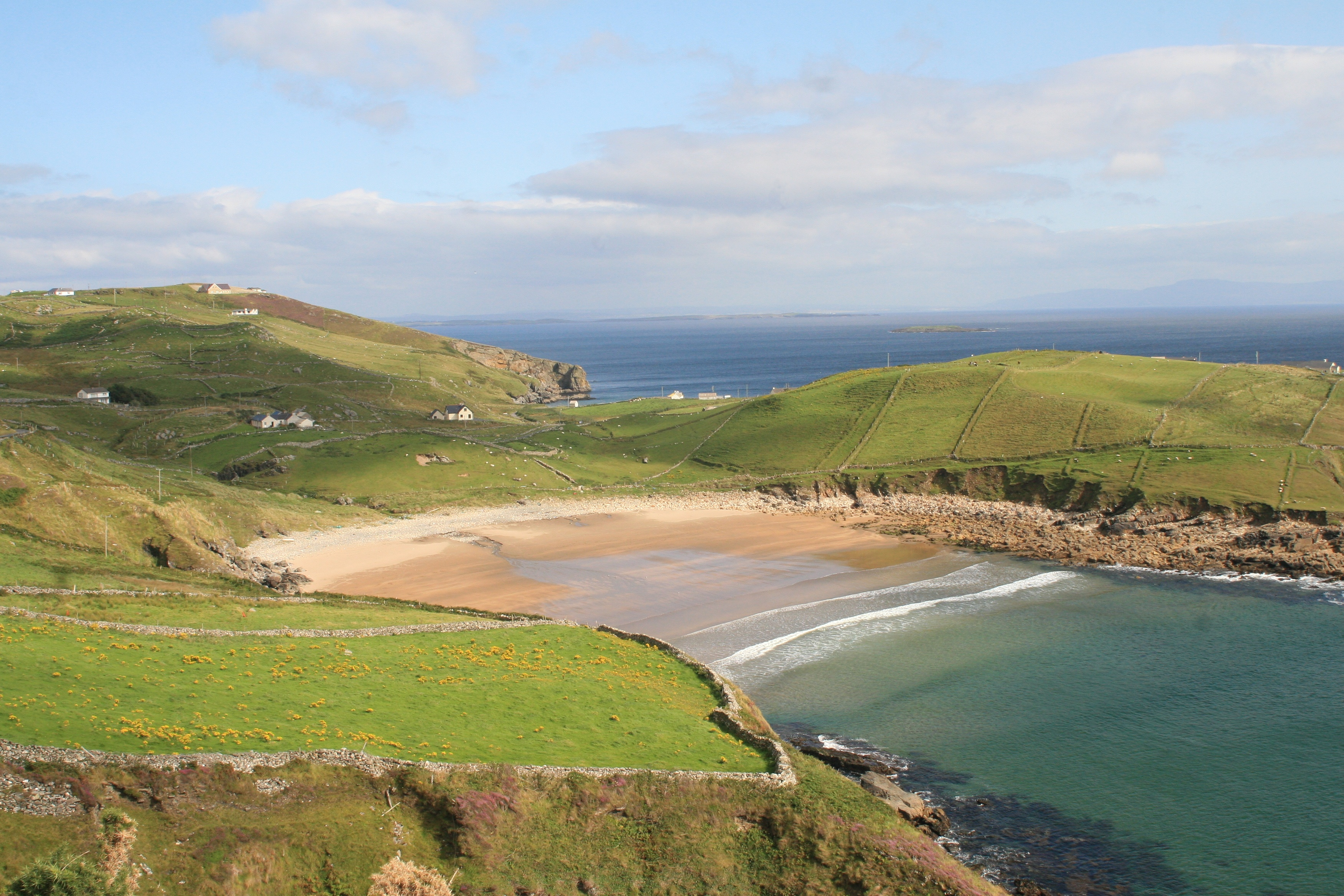
Muckross Peninsula dalla Coast Road di Kilcar

Muckross Head è una piccola penisola situata circa 10 km ad ovest di Killybegs e 2 a sud di Kilcar, nel Donegal sud-occidentale, contea settentrionale dell'Irlanda. È una popolare destinazione turistica, in particolare tra gli arrampicatori per le sue inusuali strutture rocciose a livelli orizzontali.